# 구이산구

구이산 구의 위치

구이산구(한국어: 귀산구, 중국어: 龜山區, 병음: Guīshān Qū)는 중화민국 타오위안 시 북부의 시할구이다. 넓이는 72.0177km2이고, 인구는 2015년 8월 기준으로 144,543명이다.
타오위안 구, 루주 구, 신베이시 린커우 구 및 신좡 구에 인접하기 때문에, 주택 지역으로서 최근에 급속히 발달하고 있다.
특히 린커우 구와 인접해 동일 경제체로서 발전하고 있어, 구이산 구의 시설에는 '린커우'의 이름을 붙인 것들이 많다. 중산 고속공로의 린커우 IC나 린커우 장경의원 등은 구이산 구에 위치하고 있다.

## 역사
케타갈란족 쿠룬(龜崙) 사의 옛 터와 연관되어 1920년 일본풍의 지명인 가메야마(龜山)라고 명명되었다.

## 행정 구역
- 구이산리(龜山里)
- 궁시리(公西里)
- 난메이리(南美里)
- 난상리(南上里)
- 다강리(大崗里)
- 다퉁리(大同里)
- 다컹리(大坑里)
- 다화리(大華里)
- 다후리(大湖里)
- 러산리(樂善里)
- 루광리(陸光里)
- 룽서우리(龍壽里)
- 룽화리(龍華里)
- 링딩리(嶺頂里)
- 산더리(山德里)
- 산딩리(山頂里)
- 산푸리(山福里)
- 신루리(新路里)
- 신링리(新嶺里)
- 신싱리(新興里)
- 싱푸리(幸福里)
- 원칭리(文青里)
- 원화리(文化里)
- 주루리(舊路里)
- 중싱리(中興里)
- 징중리(精忠里)
- 창걸리(長庚里)
- 투컹리(兔坑里)
- 펑수리(楓樹里)
- 펑푸리(楓福里)
- 푸위안리(福源里)
- 후이룽리(迴龍里)

## 교통
- 타이완 철로관리국 린커우 선
- 타오위안 국제공항 첩운
- 국도 1호선